# Abdullah Çam
Abdullah Çam est un joueur turc de volley-ball né le 30 mars 1997. Il joue réceptionneur-attaquant.

## Palmarès

### Clubs
Supercoupe de Turquie:
- 2014, 2015, 2018

Coupe de Turquie:
- 2015, 2018

Championnat de Turquie:
- 2016, 2017, 2018[2]
- 2015

### Équipe nationale
Championnat d'Europe des moins de 19 ans:
- 2015

Ligue Européenne:
- 2018

### Distinctions individuelles
- 2015: Meilleur attaquant Championnat d'Europe des moins de 19 ans